# CS Rapid București (baschet feminin)
Clubul Sportiv Rapid București, cunoscut ca CS Rapid București sau Rapid București, a fost înființat în 1923, în București, România. Secția de baschet feminin a fost înființată în 1934. Este unul dintre cele mai titrate cluburi de baschet feminin câștigând nouă titluri naționale în 1951, 1952, 1960, 1961, 1962, 1965, 1969, 1972 și 1978. Echipa a câștigat și două Cupe ale României în 1969 și 1995. 2001 a marcat ultima sa apariție în competițiile FIBA până în prezent, în Cupa Ronchetti.

## Palmares

### Intern
Liga Națională
 Campioane (9): 1950–51, 1951–52, 1959–60, 1960–61, 1961–62, 1964–65, 1968–69, 1971–72, 1977–78
 Vicecampioane (1): 1998
 Cupa României
 Câștigătoare (2): 1968–69, 1994–95